# Sant Antoni de Freixenet
Sant Antoni de Freixenet és una ermita o santuari al municipi de Camprodon (Ripollès) inclosa en l'Inventari del Patrimoni Arquitectònic de Catalunya. Es troba al cim de la muntanya de Sant Antoni Vell (1.361), just al sud del nucli urbà de Camprodon. Des del poble s'hi pot pujar per un camí que surt de la Mare de la Font o per una pista que des de Can Pascal, passa per la Font del Boix, el monument a Cèsar August Torras, i la casa de pagès Els Oms. Des de l'ermita poden observar-se les muntanyes de el Canigó, Costabona, Bastiments, Gra de Fajol i els nuclis de Sant Pau de Segúries, Cavallera, La Ral, Camprodon, Llanars, La Roca, Abella, Vilallonga de Ter, Tregurà de Dalt i Molló.
La capella consta d'una nau coberta per volta de canó amb arcs faixons i absis semicircular amb volta de quart d'esfera. A l'exterior la coberta a dues vessants és seguida i cobreix l'absis en rodó. Els laterals de la nau estan reforçats per contraforts de traça desigual. La capella té adossada un habitatge sobre la qual hi ha un petit campanar d'espadanya. Aquest habitatge estava esfondrat i recentment ha estat totalment reconstruït, dins el procés de restauració del conjunt.
L'actual capella substitueix la que s'havia edificat l'any 1679 al puig de Sant Antoni Vell que fou destruïda pels francesos a l'ocupació de Camprodon entre els anys 1689 i 1692. Entre l'any 1700 i el 1702 s'edificà la nova capella dalt de la muntanya de Sant Antoni. Des de llavors ha estat destruïda per llamps diverses vegades. El 1860 fou restaurada per iniciativa de l'ajuntament de Camprodon i reformada de nou a la dècada dels vuitanta per la gent del poble. "Els amics de Sant Antoni" han habilitat l'ermita i els afores, per la qual cosa s'hi pot dormir i fer trobades per menjar.